# Ангуйский
Ангуйский — посёлок в Тулунском районе Иркутской области России. Входит в состав Усть-Кульского муниципального образования.

## География
Находится примерно в 40 км к северу от районного центра — города Тулун.

## Топонимика
Название Ангуй(ский) происходит от бурятского ан(г) — зверь или от бурятского и эвенкийского анга — пасть, щель.

## Население
| 2002 | 2010 | 2011 | 2012 |
| ---- | ---- | ---- | ---- |
| 119  | ↘59  | →59  | ↗60  |

По данным Всероссийской переписи, в 2010 году в посёлке проживало 59 человек (23 мужчины и 36 женщин).